# Danny Strong
Daniel William „Danny“ Strong (* 6. června 1974 Manhattan Beach, Kalifornie) je americký herec a scenárista.
Jako herec začínal v roce 1994 vedlejší rolí v sitcomu Konečně zazvonilo, nová třída. V dalších letech se kromě epizodních postav objevil např. v seriálech Praštěná holka, Buffy, přemožitelka upírů (mezi lety 1997 a 2003 ztvárnil postavu Jonathana Levinsona), Gilmorova děvčata, Šílenci z Manhattanu či Strážce pořádku. Hrál také v různých filmech, včetně Vím, co jsi dělal minulý pátek 13. (2000) a Královna ročníku (2007).
Svůj první film, Nové sčítání hlasů, napsal v roce 2008. Je také autorem snímků Prezidentské volby (2012) a Komorník (2013), přičemž za scénář k Prezidentským volbám získal cenu Emmy.